# Chùa Bộc
Chùa Bộc (còn có tên chữ là Sùng Phúc Tự hay Thiên Phúc Tự), tọa lạc tại xã Khương Thượng, nay thuộc phường Kim Liên, thành phố Hà Nội. Chùa nằm giữa khu vực diễn ra trận Đống Đa lịch sử năm 1789 (cách gò Đống Đa khoảng 300 mét), cạnh Núi Loa (Loa Sơn) còn gọi là núi Cây Cờ, nơi tướng giặc Sầm Nghi Đống thắt cổ tự tử. 
Chùa vốn được dựng để thờ Phật, nhưng vì chùa tọa lạc sát một chiến trường giữa quân Tây Sơn và quân Thanh nên chùa còn thờ cả vua Quang Trung và vong linh những người đã chết trận.

## Lịch sử
Trước kia chùa có tên là Sùng Phúc (Sùng Phúc Tự), chùa được xây dựng từ thời Hậu Lê hoặc trước nữa. Bia cổ nhất của chùa còn ghi niên hiệu Vĩnh Trị nguyên niên, thời Lê Hy Tông (1676). Bản lịch sử của chùa có ghi vào năm 1676, đời vua Lê Hy Tông, vị Tăng lục Trương Trung Bá cùng nhân dân xây dựng lại chùa đã bị chiến tranh tàn phá.
Trong trận Đống Đa, chùa bị thiêu trụi (1789) và ba năm sau, năm 1792, thời Quang Trung, chùa được trùng tu lại trên nền cũ làm nơi quy y cho vong hồn quân Thanh và được đổi tên là chùa Thiên Phúc. Tuy nhiên nhân dân vẫn quen gọi là Chùa Bộc để chỉ xác giặc bị phơi ra khắp nơi. Bộc có nghĩa "phơi bày" nghĩa là ngôi chùa được xây dựng ngay nơi chiến địa mà quân thù chết phơi thây.
Chùa có những liên hệ mật thiết với chiến thắng Kỷ Dậu (1789) của quân Tây Sơn. Ngay phía trước chùa Bộc vẫn còn một cái hồ được gọi là hồ Tắm Tượng, nơi đội hình voi của nghĩa quân Tây Sơn tắm sau khi hạ được đồn Khương Thượng. Ngày nay diện tích hồ bị thu nhỏ lại rất nhiều so với trước.
Sau lưng chùa còn có di tích Loa sơn, nơi tướng giặc Sầm Nghi Đống sau khi thất trận đã thắt cổ tự tử. Trong chùa còn có di tích Thanh miếu tức miếu thờ Sầm Nghi Đống cũng như quân lính xâm lược nhà Thanh đã chết trong chiến trận. Thanh miếu do chính vua Quang Trung ra lệnh cho xây dựng. Dân gian vẫn còn lưu truyền câu:
Đống Đa ghi dấu nơi đây
Bên kia Thanh miếu, bên này Bộc am.
Trong chùa ngoài hai tấm bia làm năm 1676 còn có bia "Chính hòa Bính Dần" (1686), nhưng quan trọng hơn là bia làm năm Nhâm Tí niên hiệu Quang Trung.
Trước năm 1945, hòa thượng Chính Công trụ trì đã khai trường thuyết pháp đào tạo được nhiều tăng, ni.
Năm 1959, phát hiện tấm bia đề niên hiệu Quang Trung tứ niên (1792) và một quả chuông đồng đề niên hiệu Cảnh Thịnh (thời Nguyễn Quang Toản)cũng như một số hiện vật xung quanh gò Đống Đa như lò đúc tiền, hoành phi, câu đối có liên quan đến triều đại Tây Sơn.
Ở chùa có cơ sở chữa bệnh bằng thuốc Nam nổi tiếng.
Chùa đã được Bộ Văn hóa công nhận là Di tích lịch sử - văn hóa quốc gia từ năm 1962 (cùng đợt với đền Ngọc Sơn,...)

## Tượng vua Quang Trung
Sau khi lên ngôi (1802), vua Gia Long triều Nguyễn thực hiện một loạt các cuộc báo thù tàn khốc đối với các tướng lãnh triều Tây Sơn, với con cháu cũng như với chính linh cốt của vua Quang Trung. Mọi việc thờ cúng liên quan đến triều Tây Sơn đều bị nghiêm cấm. Tuy nhiên tại Chùa Bộc đã bí mật thờ tượng Quang Trung dưới hình thức Đức ông.
Tượng Đức Ông ngồi trên cao, ở dưới, hai bên có hai pho tượng khác. Cả ba pho tượng cho ta thấy như thể quân vương đang bàn chuyện đại sự với hai vị cận thần. Tư thế của tượng Đức Ông cũng khác thường. Ngài ngồi trên bệ sơn son, một chân ở trong hài, còn một chân để bên ngoài một cách tự nhiên, rất sống động. Ngài mặc áo hoàng bào, thêu rồng ẩn trong mây, lưng thắt đai nạm ngọc, đầu đội mũ xung thiên, có hai dải kim tuyến thả xuống trông rất oai nghiêm. Tất cả trang phục đó là của vị đế vương.
Ngay sau lưng pho tượng, phía bên trên đỉnh đầu, có một chữ tâm (心) bằng chữ Hán rất lớn. Bên trên, trước ngai thờ có một tấm hoành phi ghi bốn chữ: "Uy phong lẫm liệt".
Đặc biệt hơn hết là đôi câu đối treo hai bên ngai thờ Đức Chúa Ông như sau:
" 洞裡無塵大地山河留棟宇
　光中化佛小天世界轉風雲"
(Động lý vô trần đại địa sơn hà lưu đống vũ.
Quang trung hoá Phật tiểu thiên thế giới chuyển phong vân.）
(Trong động sạch bụi dơ, non sông rộng lớn lưu truyền lương đống
Giữa ánh sáng thành Phật, tiểu thiên thế giới chuyển động gió mây).
Câu đó nếu được đọc đầy đủ phải là: "Quang trung hoá Phật vô số ức", có nghĩa: Trong ánh sáng (quang trung) có vô số hoá Phật. Nhưng vế thứ hai của câu đối này có thể hiểu theo nghĩa khác: "Vua Quang Trung hoá thành Phật...". Nghĩa thứ hai này hoàn toàn không có gì trở ngại đối với câu văn chữ Hán.
Đầu năm 1962, cán bộ Vụ Bảo tồn Bảo tàng thuộc Bộ Văn hóa và Sở Văn hóa Hà Nội đã đến chùa Bộc tiến hành điều tra tại chỗ, xác định giá trị khu chùa Bộc. Chiều ngày 20-4-1962, Lê Thước, cán bộ Cục Bảo tồn Bảo tàng cùng một số cán bộ của Cục đến chùa Bộc điều tra lần nữa. Ngày 22-4-1962, ông Trần Huy Bá kiểm tra pho tượng thì phát hiện phía sau bệ gỗ pho tượng đặt áp sát vào tường có dòng chữ ghi: "Bính Ngọ tạo Quang Trung tượng" (Năm Bính Ngọ tạc tượng vua Quang Trung). Đối chiếu với lạc khoản ở đôi câu đối trên, xác định được đó là năm Bính Ngọ 1846.
Trên báo Nhân dân số ra ngày 6-5-1962, ông Trần Huy Liệu có đăng bài "Tượng lạ chùa Bộc hay lòng dân yêu quý anh hùng".
Trên tờ báo Cứu Quốc số 3577, ra ngày 20/2/1972, tác giả Đạm Duy viết "Chính ông Nguyễn Kiên, một võ tướng cai quản đội tượng binh Tây Sơn, sau trở thành nhà sư, tu ở chùa Bộc đã cho tạc tượng vua Quang Trung. Ông Nguyễn Kiên đã từng kết bạn thân với nhà thơ, nhà lãnh tụ cuộc khởi nghĩa nông dân Cao Bá Quát. Câu đối ca ngợi vua Quang Trung dẫn ở trên tương truyền là của nhà thơ họ Cao".